# Mboro

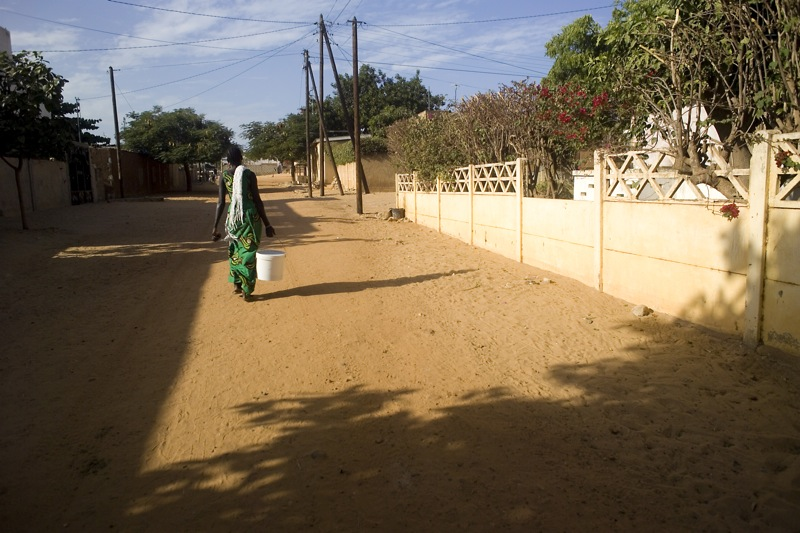
Gata i Mboro.

Mboro är en stad i västra Senegal. Den ligger i regionen Thiès och hade 27 693 invånare vid folkräkningen 2013.